# 广固城遗址
广固城遗址，位于山东省青州市邵庄镇。是入中华人民共和国山东省省级文物保护单位之一。曾经是十六国割据政权南燕的都城所在地，也是山东唯一大型割据政权的首都。南燕被刘裕讨灭后，广固城被摧毁。广固城分为三个部分：西郭，宫城，东郭。2008年前后，淄博市考古钻探队对广固城小城和城墙遗址进行过勘探，几乎探明了广固城和北阳河五龙口的位置。
2013年，列入第四批山东省文物保护单位，该文物保护单位是一座古遗址。